# 1924
| 1924                                                         |
| ------------------------------------------------------------ |
| Dødsfald - Fødsler                                           |
| • Begivenheder • Film • Litteratur • Musik • Politik • Sport |

| Gregoriansk kalender | 1924 MCMXXIV            |
| Ab urbe condita      | 2677                    |
| Armensk kalender     | 1373 ԹՎ ՌՅՀԳ            |
| Kinesiske kalender   | 4620 – 4621 癸亥 – 甲子 |
| Etiopisk kalender    | 1916 – 1917             |
| Jødisk kalender      | 5684 – 5685             |
| Hindukalendere       |                         |
| - Vikram Samvat      | 1979 – 1980             |
| - Shaka Samvat       | 1846 – 1847             |
| - Kali Yuga          | 5025 – 5026             |
| Iransk kalender      | 1302 – 1303             |
| Islamisk kalender    | 1343 – 1344             |

Konge i Danmark: Christian 10. 1912-1947
Se også 1924 (tal)

## Begivenheder

### Januar
- 9. januar - Arbejdernes Oplysningsforbund (AOF) stiftes.
- 22. januar - Ramsay MacDonald bliver den første Labour-premierminister i Storbritannien
- 25. januar - det første vinter-OL holdes i de De Franske Alper i Chamonix

### Februar
- 12. februar – Tutankhamons sarkofag åbnes 15 måneder efter, at graven først blev opdaget
- 22. februar - som den første amerikanske præsident holder Calvin Coolidge en radiotransmitteret tale

### Marts
- 9. marts - Italien annekterer Fiume

### April
- 10. april - den første bog med krydsordsopgaver udgives i USA.
- 11. april - ved folketingsvalget bliver Socialdemokratiet for første gang største parti både med hensyn til stemmer og mandater og danner kort efter den første socialdemokratiske regering i Danmark under Thorvald Stauning

### Maj
- 4. maj - i Paris åbnes de 8. olympiske lege med deltagelse af 44 nationer og 3.089 atleter
- 21. maj – Norges Automobil-Forbund bliver grundlagt
- 26. maj - USA begrænser immigrationen og udelukker blandt andet alle japanere

### Juni
- 2. juni - alle amerikanske indianere får amerikansk statsborgerskab
- 15. juni - Indianere i USA udnævnes officielt til borgere i USA

### Juli
- 9. juli - Østgrønlandsoverenskomsten mellem Danmark og Norge om adgangen til Østgrønland bliver underskrevet

### August
- 9. august - 2. Verdensjamboree påbegyndes i Ernelunden, Danmark

### Sepember
- 6. september – Et attentat finder sted mod Benito Mussolini
- 24. september - Danmarks første krydsogtværs bliver trykt i Berlingske Tidende

### Oktober
- Oktober – Luftskibet USS Los Angeles (ZR-3) ankommer til New Jersey efter en transatlantisk flyvning. Luftskibet var ved sin jomfrurejse det største luftfartøj nogensinde

### November
- 23. november - Edwin Hubbles opdagelse af, at Andromedatågen er en anden galakse langt væk fra vores egen Mælkevejen, offentliggøres i The New York Times
- 27. november - i New York afholdes den første Macy's Thanksgiving Day Parade

### December
- 24. december - Albanien bliver en republik efter nogle års turbulens siden løsrivelsen fra det Osmanniske Rige i 1912
- 30. december - Edwin Hubble bekendtgør, at der eksisterer andre galakser end "vores" mælkevej. Hubble beregner afstanden til Andromeda til at være hundrede gange større end til den nærmeste stjerne

## Født

### Januar
- 1. januar – Charlie Munger, amerikansk erhvervsmand (død 2023).
- 6. januar – Earl Scruggs, amerikansk musiker (død 2012).
- 8. januar – Ron Moody, engelsk skuespiller og forfatter (død 2015).
- 10. januar – Max Roach, amerikansk jazz-trommeslager og komponist (død 2007).
- 11. januar – Roger Guillemin, fransk neuroendokrinolog.
- 12. januar – Grethe Holmer, dansk skuespillerinde (død 2004).
- 14. januar – Carole Cook, amerikansk skuespillerinde.
- 16. januar – Katy Jurado, mexicansk skuespillerinde (død 2002).
- 19. januar – Jean-François Revel, fransk forfatter (død 2006).
- 21. januar – Benny Hill, engelsk skuespiller (død 1992).
- 23. januar – Frank Lautenberg, amerikansk senator (død 2013).
- 26. januar – Alice Babs, svensk sangerinde og skuespillerinde (død 2014).
- 29. januar – Dorothy Malone, amerikansk skuespillerinde (død 2018).
- 30. januar – Lloyd Alexander, amerikansk forfatter (død 2007).

### Februar
- 8. februar – Khamtai Siphandon, laotisk politiker.
- 14. februar – Henry Lohmann, kgl. dansk skuespiller (død 1967).
- 17. februar – Margaret Truman Daniel, amerikansk sangerinde (død 2008).
- 19. februar – Lee Marvin, amerikansk skuespiller (død 1987).
- 20. februar – Gloria Vanderbilt, amerikansk skuespillerinde (død 2019).
- 21. februar – Robert Mugabe, første premierminister i Zimbabwe (død 2019).
- 23. februar – Allan M. Cormack, sydafrikansk-amerikansk fysiker (død 1998).
- 26. februar – Noboru Takeshita, japansk politiker (død 2000).

### Marts
- 3. marts – Tomiichi Murayama, japansk politiker.
- 3. marts – Lys Assia, schweizisk sangerinde (død 2018).
- 5. marts – Else Bohr, dansk jurist og dommer (død 2011).
- 19. marts – Kaj Dorph-Petersen, dansk chefredaktør (død 2005).
- 21. marts – Holger Munk Andersen, dansk skuespiller (død 2005).
- 25. marts – Machiko Kyō, japansk skuespillerinde (død 2019).
- 28. marts – Birte Christoffersen-Hanson, dansk-svensk tidligere udspringer.

### April
- 3. april – Marlon Brando, amerikansk skuespiller (død 2004).
- 7. april – Espen Skjønberg, norsk skuespiller (død 2022).
- 10. april − Sven Fugl, dansk radiodirektør (død 2009).
- 12. april – Raymond Barre, fransk økonom og politiker (død 2007).
- 13. april – Stanley Donen, amerikansk filminstruktør (død 2019).
- 20. april – Leslie Phillips, engelsk skuespiller (død 2022).
- 28. april – Kenneth Kaunda, Zambias første præsident 1964-1991 (død 2021).
- 29. april – Erik Ellegaard Frederiksen, dansk grafiker, designer og arkitekt (død 1997).

### Maj
- 2. maj – Theodore Bikel, østrigsk-amerikansk skuespiller (død 2015).
- 4. maj – Aksel Rasmussen, dansk skuespiller (død 2011).
- 4. maj – Povl Brøndsted, dansk lærer og politiker (død 2011).
- 11. maj – Antony Hewish, engelsk radioastronomi (død 2021).
- 13. maj – Harry Schwarz, sydafrikansk advokat og politiker (død 2010).
- 17. maj – Roy Bentley, engelsk fodboldspiller (død 2018).
- 18. maj – Priscilla Pointer, amerikansk skuespillerinde.
- 22. maj – Charles Aznavour, armensk-fransk sanger (død 2018).
- 29. maj – Lars Bo, dansk billedkunstner og forfatter (død 1999).

### Juni
- 3. juni – Torsten Wiesel, svensk neurofysiolog og læge.
- 4. juni – Dennis Weaver, amerikansk skuespiller (død 2006).
- 7. juni – Torben W. Langer, dansk chefredaktør (død 1988).
- 12. juni – George H.W. Bush, tidligere amerikansk præsident (død 2018).
- 14. juni – James W. Black, skotsk farmakolog (død 2010).
- 15. juni – Ezer Weizman, israelsk præsident (død 2005).
- 25. juni – Sidney Lumet, amerikansk filminstruktør (død 2011).

### Juli
- 4. juli – Eva Marie Saint, amerikansk skuespillerinde.
- 6. juli – Louis Bellson, amerikansk jazztrommeslager (død 2009).
- 13. juli – Maria Koterbska, polsk sangerinde (død 2021).
- 18. juli – Inge Sørensen, dansk svømmer (død 2011).
- 20. juli – Lola Albright, amerikansk sangerinde og skuespillerinde (død 2017).
- 21. juli – Niels Matthiasen, dansk politiker (død 1980).
- 23. juli - Frovin Sieg, dansk møntsamler (død 2003)
- 25. juli – Edward Fleming, dansk filminstruktør (død 1992).

### August
- 1. august - Abdullah af Saudi-Arabien, konge af Saudi-Arabien fra 2005 til 2015 (død 2015).
- 3. august – Leon Uris, amerikansk forfatter (død 2003).
- 14. august – Holger Juul Hansen, dansk skuespiller (død 2013).
- 14. august – Sverre Fehn, norsk arkitekt (død 2009).
- 14. august – Eduardo Fajardo, spansk skuespiller (død 2019).
- 16. august – Fess Parker, amerikansk skuespiller (død 2010).
- 18. august – Christian Arnstedt, dansk ingeniør og erhvervsmand (død 2011).
- 23. august – Robert Solow, amerikansk økonom (død 2023).
- 24. august – Jimmy Gardner, britisk skuespiller (død 2010).

### September
- 2. september – Kurt Børge Nikolaj Nielsen, dansk fodboldtræner (død 1986).
- 7. september – Daniel Inouye, amerikansk politiker (død 2012).
- 11. september – Daniel Akaka, amerikansk politiker (død 2018).
- 13. september – Maurice Jarre, fransk komponist (død 2009).
- 16. september – Lauren Bacall, amerikansk skuespillerinde (død 2014).
- 17. september – Annelise Hovmand, dansk filminstruktør (død 2016).
- 22. september – Rosamunde Pilcher, engelsk forfatter (død 2019).
- 22. september – John William Middendorf, amerikansk politiker.

### Oktober
- 1. oktober – Jimmy Carter, amerikansk præsident (død 2024).
- 8. oktober – Ruth af Rosenborg, dansk grevinde (død 2010).
- 10. oktober – James Clavell, australsk forfatter (død 1994).
- 10. oktober – Ed Wood, amerikansk filminstruktør (død 1978).
- 12. oktober – Mimis Plessas, græsk pianist og komponist (død 2024).
- 22. oktober – Lily Weiding, dansk skuespillerinde (død 2021).
- 22. oktober – Arne Melchior, dansk politiker og tidligere minister (død 2016).
- 29. oktober – Aage Hansen, Rav-Aage, dansk fisker og miljøaktivist (død 2008).

### November
- 1. november - Süleyman Demirel, tidligere tyrkisk premierminister og præsident (død 2015).
- 9. november – Peter Dalhoff-Nielsen, dansk journalist, redaktør og forfatter (død 2008).
- 17. november – Tom M. Jensen, dansk maler, tegner og forfatter (død 2008).
- 18. november – Lise Østergaard, dansk politiker (død 1996).
- 19. november – William Russell, engelsk skuespiller (død 2024).
- 20. november – Benoît Mandelbrot, fransk matematiker (død 2010).
- 20. november – Karen Margrethe Harup, dansk svømmer (død 2009).
- 29. november – Erik Balling, dansk filminstruktør (død 2005).

### December
- 2. december – Alexander Haig, amerikansk general og politiker (død 2010).
- 2. december – Else Marie Pade, dansk komponist (død 2016).
- 7. december – Bent Fabricius-Bjerre, dansk komponist (død 2020).
- 7. december – Mário Soares, tidligere ministerpræsident i Portugal (død 2017).
- 10. december – Ralph Oppenhejm, dansk forfatter (død 2008).
- 13. december − Maria Riva, amerikansk skuespillerinde.
- 16. december − Karl Heinz Oppel, tysk skuespiller (død 2016).
- 19. december – Marius Andersen, dansk politiker og borgmester (død 1997).
- 19. december – Cicely Tyson, amerikansk skuespillerinde (død 2021).
- 20. december – Arne Domnérus, svensk jazzmusiker (død 2008).
- 25. december – Atal Bihari Vajpayee, indisk politiker (død 2018).
- 28. december – Girma Wolde-Giorgis, etiopisk præsident (død 2018).

## Dødsfald

### Januar
- 13. januar - Harald Hilarius-Kalkau, dansk officer og idrætsformand (født 1852).
- 19. januar - K.M. Klausen, dansk politiker (født 1852).
- 21. januar – Vladimir Lenin, russisk politiker og forfatter (født 1870).
- 25. januar - H.D. Lind, dansk præst og marinehistoriker (født 1847).

### Februar
- 3. februar - Woodrow Wilson, amerikansk præsident og nobelprismodtager (født 1856).
- 22. februar - Severin Lauritzen, dansk ingeniør og telegrafist (født 1850).
- 26. februar – Gabriel Jensen, dansk kommunelærer (født 1861).

### Marts
- 18. marts – Walter Christmas, dansk forfatter (født 1861).
- 19. marts - Poul Glud, dansk direktør og grundlægger (født 1850).
- 24. marts - Valdemar Kornerup, dansk maler (født 1865).

### April
- 1. april – Johanne Krebs, dansk maler og kvindesagsforkæmper (født 1848).
- 2. april – Eugen Warming, dansk botaniker, forfatter og professor (født 1841).
- 21. april - Eleonora Duse, italiensk skuespiller (født 1858).
- 21. april - Carl Heinrich Stratz, tysk gynækolog (født 1858).

### Maj
- 3. maj – Julius Schultz, dansk billedhugger (født 1851).
- 15. maj - Paul Henri d'Estournelles de Constant, fransk diplomat og nobelprismodtager (født 1852).

### Juni
- 3. juni – Franz Kafka, østrigsk/tjekkisk forfatter (født 1883).
- 12. juni - Hans Olrik, dansk historiker og skolemand (født 1862).

### Juli
- 27. juli – Ferruccio Busoni, italiensk-tysk komponist og dirigent (født 1866).

### August
- 3. august - Joseph Conrad, polsk forfatter (født 1857).
- 20. august - Georg Seligmann, dansk maler (født 1866).

### September
- 6. september – Julius Brems, dansk fabrikant (født 1854).
- 15. september - Waldemar Dreyer, dansk forfatter og zoo-direktør (født 1853).
- 15. september  - A.O. Leffland, dansk arkitekt (født 1848).
- 19. september – Hannibal Sehested, dansk konseilspræsident (født 1842).

### Oktober
- 12. oktober - Anatole France, fransk forfatter og nobelprismodtager (født 1844).

### November
- 2. november – Kai Nielsen, dansk billedhugger (født 1882).
- 4. november – Gabriel Fauré, fransk komponist og organist (født 1845).
- 29. november - Giacomo Puccini, italiensk komponist (født 1858).

### December
- 8. december - Rudolph Sophus Bergh, dansk zoolog og komponist (født 1859).
- 29. december - Carl Spitteler, schweizisk digter og nobelprismodtager (født 1845).

## Nobelprisen
- Fysik – Karl Manne Georg Siegbahn.
- Kemi – Ingen uddeling.
- Medicin – Willem Einthoven.
- Litteratur – Władysław Stanisław Reymont.
- Fred – Ingen uddeling.

## Sport
- 25. januar – 5. februar – Vinter-OL afholdes i Chamonix i Frankrig under overskriften "international vintersportsuge". Året efter gøres arrangementet officielt til "De I Olympiske Vinterlege".
- 5. juli – 25. juli – Sommer-OL afholdes i Paris i Frankrig. I skulpturkonkurrencen vandt billedhuggeren Jean Gauguin bronze for statuen Bokser/Nævefægter, mens Josef Petersen i litteraturkonkurrencen fik sølv for Euryale.
- 23. juli – Esbjerg forenede Boldklubber blev officielt stiftet.